# تيري فيلبس
تيري فيلبس (بالإنجليزية: Terry Phelps)‏ مواليد 18 ديسمبر 1966 في لارتشمونت، نيويورك، الولايات المتحدة، هي لاعبة كرة مضرب أمريكية سابقة. أعلى تصنيف لها في الفردي كان المركز الـ 20 في سنة 1986. أعلى تصنيف لها في الزوجي كان المركز الـ 37 في سنة 1986.

## روابط خارجية
- تيري فيلبس على موقع رابطة محترفات التنس (الإنجليزية)
- تيري فيلبس على موقع الاتحاد الدولي لكرة المضرب (الإنجليزية)
- تيري فيلبس على موقع خلاصة التنس.كوم (الإنجليزية)